# 广州越秀区委常委殴打空姐事件
2012年8月29日下午16时50分，广州市越秀区委常方大国及其夫人因在搭乘中国南方航空公司由合肥飞往广州的CZ3874航班上登机较晚，因放置行李的问题与南航周姓空姐发生争执，并涉嫌殴打对方，引发舆论关注与声讨。8月29日晚，南航空姐在其微博中称，一对夫妇因对其放置行李不满，用行李箱砸在她身上。此后，其微博被大量转发引起关注。

## 後續
8月31日，中共越秀区委宣传部表示有关部门正在核查方大国涉嫌打人一事，并将尽快公布调查结果。
8月31日晚9点余，广州市越秀区委宣传部发表声明否认方大国殴打空姐，并称其之间是拉扯。但此调查结果遭到质疑。
31日晚11点余，新华社“中国网事”在其官方微博上公开征集线索，并征集到至少5条线索。

## 涉案人物
方大国，生于1971年1月，安徽省桐城市人，汉族，1989年9月参加工作，1991年7月加入中国共产党，中南大学公共管理专业在职硕士学位。现任中共广州市越秀区区委常委、越秀区人民武装部政委，上校军衔。2012年8月29日，方大国及其夫人因在南航CZ3874航班上与空姐发生争执并涉嫌殴打对方，引发舆论关注与声讨。